# Изола дел Кантоне
Ѝзола дел Канто̀не (на италиански: Isola del Cantone; на лигурски: l'Izoa do Canton, л'Изоа до Кантон) е село и община в Северна Италия, провинция Генуа, регион Лигурия. Разположено е на 298 m надморска височина. Населението на общината е 1540 души (към 2011 г.).